# Альтмайер, Фриц
Фриц Альтмайер (нем. Fritz Altmeyer; 26 ноября 1928 — 13 ноября 2013) — немецкий футболист, нападающий. Известен по выступлениям за «Саар 05» и сборную Саара.

## Биография

### Клубная карьера
Большую часть карьеры провёл в клубе «Саар 05», за который выступал более 10 лет.

### Карьера в сборной
За сборную Саара дебютировал 26 сентября 1954 года в товарищеском матче со сборной Югославии (1:5). Всего сыграл за сборную 6 матчей в которых забил 3 гола, 17 октября 1954 года отметился голом в игре против Франции Б, а 9 октября 1955 отметился дублем в ворота этой же команды. Последний матч за сборную Саара провёл 1 мая 1956 года со сборной Швейцарии.